# Carlyle Hotel
Das Carlyle Hotel ist ein Apartment-Hotel auf der Ostseite der Madison Avenue, zwischen der 76th und 77th Street, auf der Upper East Side von Manhattan in New York City. Es zählt zu den bekanntesten Luxushotels der Stadt und wurde von zahlreichen berühmten Persönlichkeiten besucht.

## Beschreibung
Das Hotel besteht aus einem 130 Meter hohen 40-stöckigen Turm im Süden und einem 14-stöckigen Apartmentgebäude im Norden. In den unteren Stockwerken befinden sich außerdem ein Spa und Geschäfte sowie gastronomische Einrichtungen wie das Cafe Carlyle (in dem bekannte Jazzmusiker auftreten), die Bemelmans Bar und das Restaurant Dowling's. Die Hotelzimmer und Suiten in den oberen Stockwerken des Carlyle Hotels sind in verschiedenen Stilen und mit unterschiedlichen Grundrissen gestaltet. Das Hotel verfügt über eine Fläche von etwa 800.000 Quadratmetern. Einige der Apartments sind langfristig vermietet.
Das Carlyle ließ Moses Ginsberg erbauen, einem Bankier und Immobilienentwickler, der der Großvater mütterlicherseits der Schriftstellerin Rona Jaffe war. Er erwarb das Land im April 1928 und die Arbeiten am Stahlgerüst des Gebäudes begannen im Januar 1930. Das Hotel wurde im Art-déco-Stil errichtet und auf Anregung von Ginsbergs Tochter Diana wurde das Hotel nach dem schottischen Schriftsteller Thomas Carlyle benannt. Die Eröffnung erfolgte im November 1930 kurz nach dem Beginn der Great Depression und da es sich zu diesem Zeitpunkt in einer eher armen Gegend befand, lockte es zuerst auch kein hochklassiges Publikum an. Erst der Entwicklungsboom in New York nach dem Ende des Zweiten Weltkriegs verhalf dem Hotel zu Prominenz in der High Society. Die Hills Realty Company der Familie Rockefeller kaufte im Mai 1953 das Carlyle Hotel und die Carlyle Apartments und zu Beginn der 1960er Jahre galt das Carlyle als Luxusadresse. Seit 2001 befindet sich das Carlyle im Besitz des Hotelunternehmens Rosewood Hotels & Resorts und firmiert seither unter dem Markennamen The Carlyle, A Rosewood Hotel. Die Schließung während der COVID-19-Pandemie wurde für die Vollendung von Renovierungsarbeiten genutzt. Das ikonische Cafe Carlyle wurde im März 2022 wiedereröffnet, nachdem es zwei Jahre lang geschlossen war.
Das Carlyle hat heute den Ruf, einer der besten Adressen der Stadt zu sein. Gelobt wurde es z. B. für seine Lage, Küche und Atmosphäre. Im Laufe der Jahre wurde das Carlyle Hotel von vielen Berühmtheiten besucht, von Hollywood-Schauspielern über Neureiche bis hin zu Staatsmännern und Königen. US-Präsidenten von Harry S. Truman bis Bill Clinton haben im Carlyle übernachtet und das Carlyle war der letzte Ort, an dem John F. Kennedy Jr. frühstückte, bevor er, seine Frau und die Schwester seiner Frau 1999 bei dem Flugzeugabsturz bei Martha’s Vineyard ums Leben kamen. In den frühen 1990er Jahren wurde es von Steve Jobs, Michael Jackson und Prinzessin Diana gleichzeitig bewohnt. Aufgrund seiner berühmten Kundschaft ist das Hotel für seine Diskretion bekannt, was ihm den Spitznamen „Palast der Geheimnisse“ einbrachte. Das Hotel wurde auch für Geschäftsverhandlungen genutzt und ist der Namensgeber des Finanzkonglomerats The Carlyle Group, dessen Gründer sich im Hotel kennengelernt hatten.

## Galerie

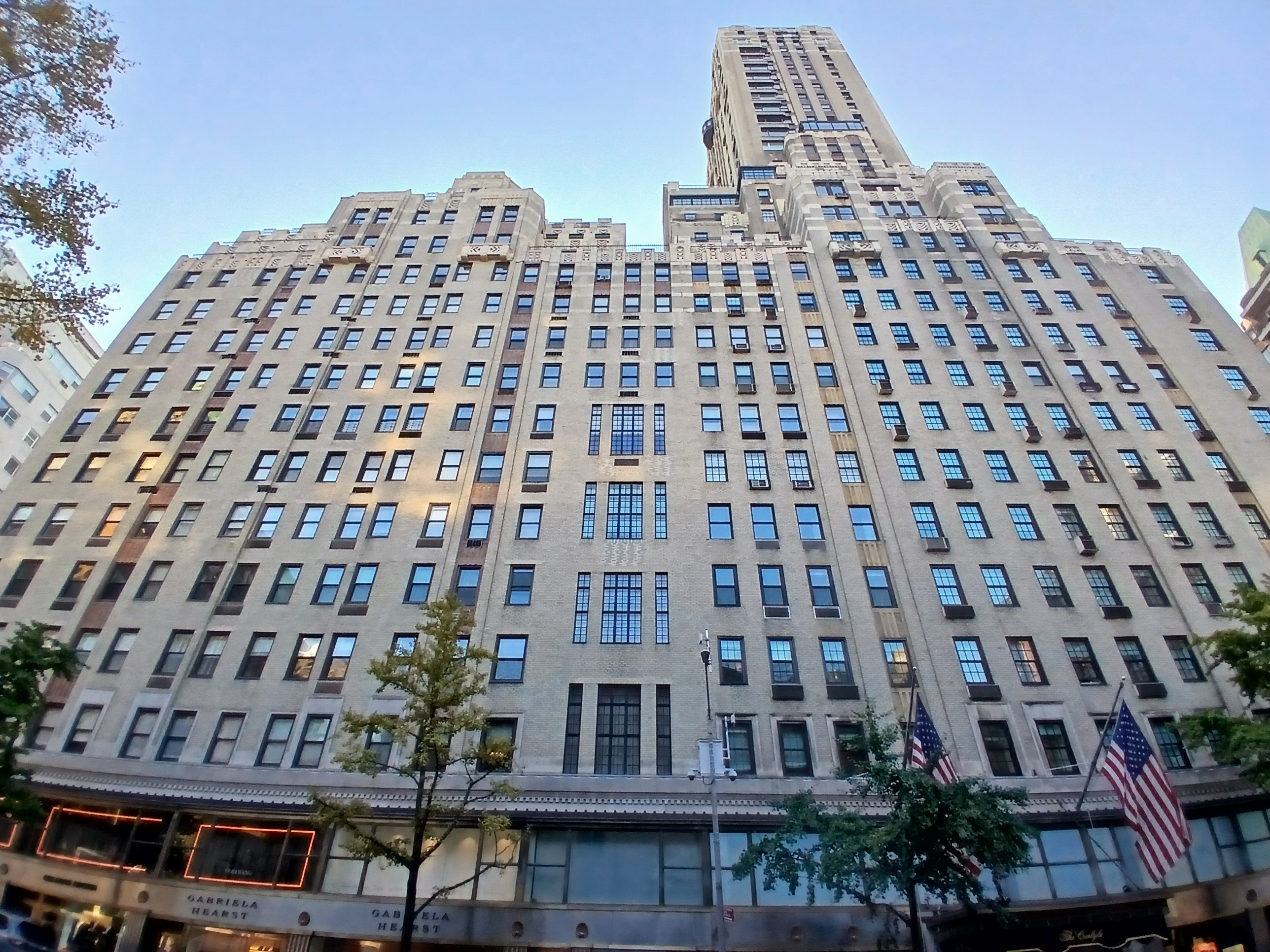
Außenansicht
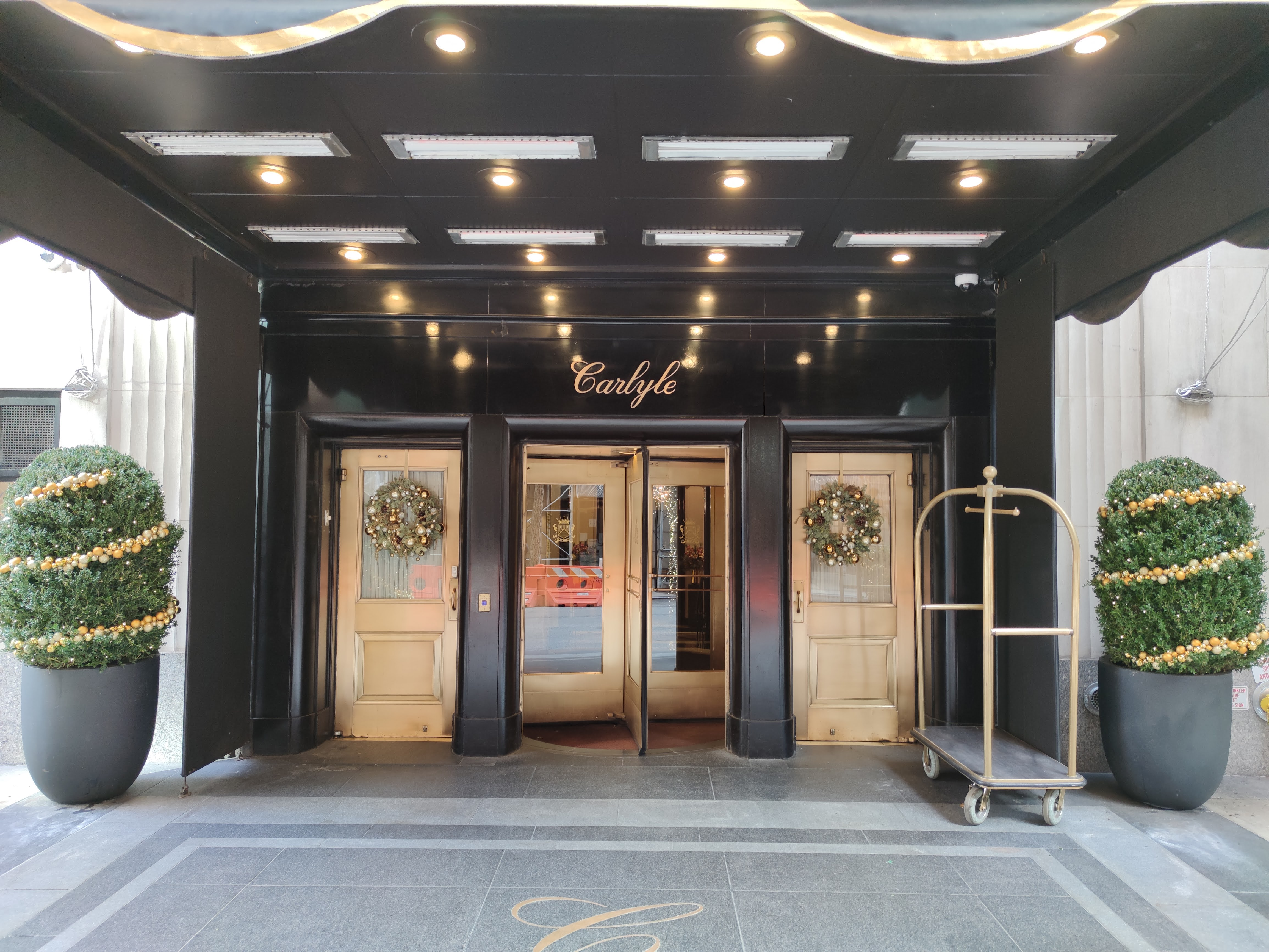
Eingang
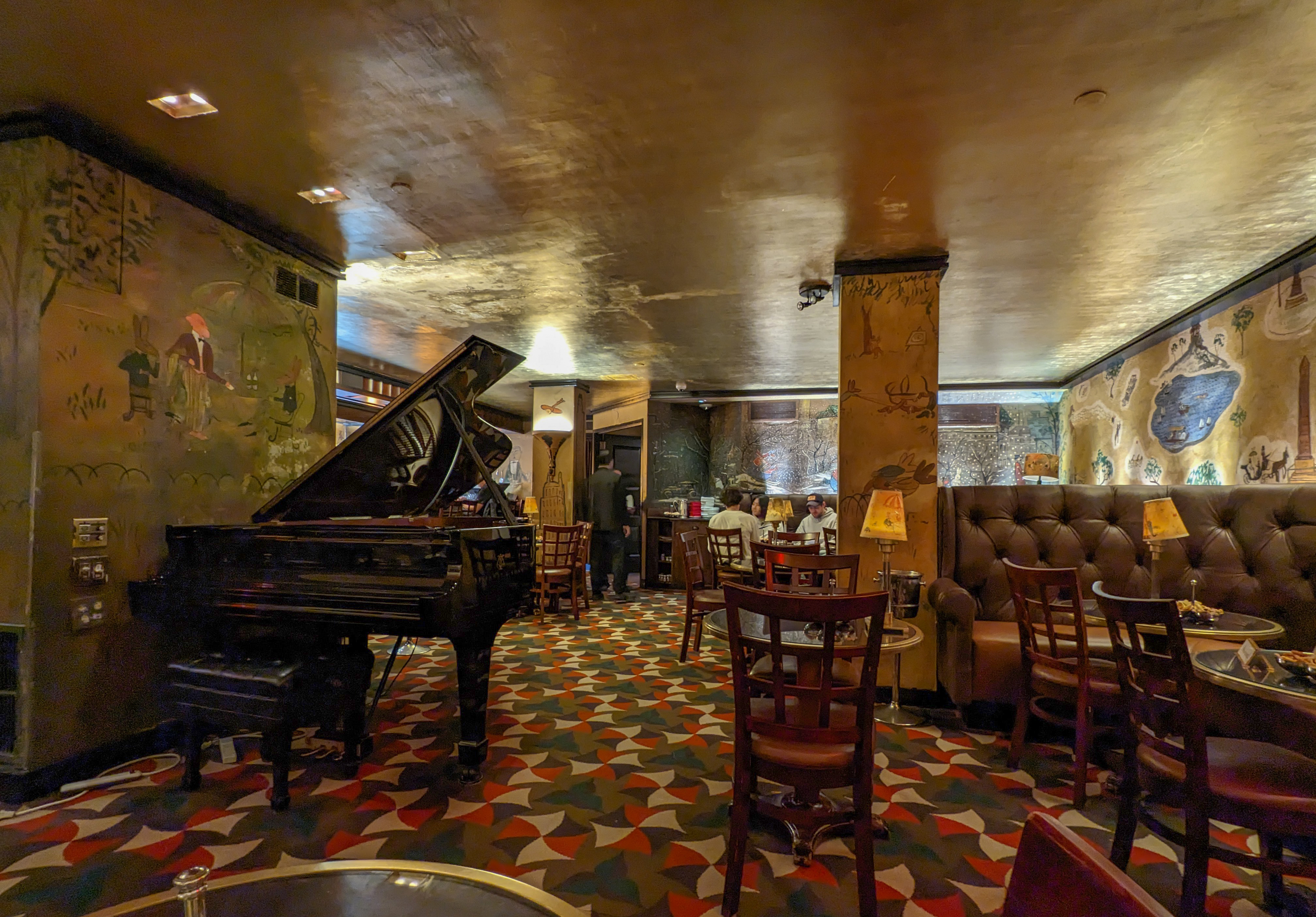
Innenansicht Bemelmans Bar